# The Dalton Academy Warblers
 (avril 2013).
Dans l'univers de la série Glee, les Warblers sont une chorale du lycée privé nommé la Dalton Academy qui se situe à Westerville dans l'Ohio. 
La chorale a fait son apparition dans l'épisode 6 de la saison 2 Premiers Baisers quand Kurt Hummel doit aller les espionner. L'épisode a également permis à Darren Criss de faire son apparition : il incarne Blaine Anderson, leader des Warblers et le plus jeune membre du groupe.
Les élèves de la Dalton Academy portent un uniforme bleu marine à bordures rouges avec l'écusson de l'établissement positionné sur la poitrine, près du cœur. La politique de l’école est très sévère. Le niveau scolaire y est élevé. La sélection à l'entrée de l'école semble être drastique également. La Dalton Academy possède une « école sœur », l'école de Crawford Country Day, uniquement réservée aux filles. Elle intervient brièvement dans l'épisode Sexy, dans lequel les élèves des deux écoles semblent entretenir de bons rapports entre eux .
Jouant une reprise de Teenage Dream de Katy Perry, les acteurs qui interprètent les Warblers chantent en play-back sur la version chantée par les Beelzebubs, une chorale masculine chantant a cappella venant de l'Université Tufts à Medford dans le Massachusetts. Les acteurs qui jouent les Warblers à l'écran ne sont pas les Beelzebubs. Les Beelzebubs ont prêté leurs voix aux Warblers jusqu'à la fin de la saison 2. Quand on revoit les Warblers dans la saison 3 au cours du cinquième épisode La Première Fois, ce n'était pas les voix des Beelzebubs de Tufts. D'après Curt Mega, qui est le chanteur leader pour la chanson des Warblers de cet épisode, les chœurs ont été chantés par « Jon Hall, Brock Baker, Luc Edgemon et quelques autres », avec les trois hommes nommés pour jouer les Warblers à l'écran dans la deuxième saison.
Quelques acteurs de la saison deux jouant des membres des Warblers, dont Hall et Mega, y sont retournés pour la troisième saison.  Même si Blaine Anderson (Darren Criss) était le leader des Warblers pendant la saison 2, Sebastian Smythe (Grant Gustin) reprend la place dans la saison 3. Aucun d'entre eux ne faisait partie des Beelzebubs. 
Les singles des Warblers, avec les stars de la série Darren Criss et Chris Colfer jouant les leaders vocaux, ont été vendus collectivement à plus de 1,3 million d'exemplaires depuis mars 2011. 
Leur premier album, Glee The Music Presents The Warblers, réalisé par Columbia Record le 19 avril 2011, s'est placé dès sa sortie au numéro 2 du Billboard 200 américain et au numéro 1 au Billboard Soundtrack Chart Américain, et 86 000 exemplaires ont été vendus dès la première semaine après sa sortie.